# Escala de SCORTEN
La escala SCORTEN (Escala de Necrosis Epidérmica Tóxica) es una escala de gravedad de la enfermedad con la que se puede determinar sistemáticamente la gravedad de ciertas afecciones que cursan con ampollas. Fue originalmente desarrollada para la necrólisis epidérmica tóxica, pero puede ser utilizada con víctimas de quemaduras, enfermos del síndrome de Stevens-Johnson, reacciones cutáneas a medicamentos o heridas exfoliantes.[cita requerida] Estas condiciones tienen en común que comprometen la integridad de la piel y/o las membranas mucosas.
En la Escala SCORTEN se califican sistemáticamente 7 factores de riesgo independientes para una alta mortalidad, a fin de determinar la tasa de mortalidad de ese paciente en particular. 
| Factor de riesgo                            | 0        | 1         |
| ------------------------------------------- | -------- | --------- |
| Edad                                        | <40 años | > 40 años |
| Malignidad asociada                         | no       | sí        |
| La frecuencia cardíaca (latidos/min)        | < 120    | > 120     |
| Suero BUN (mg/dl)                           | < 28     | > 28      |
| Superficie corporal individual o en peligro | < 10 %   | > 10 %    |
| Bicarbonato sérico (mEq/L)                  | > 20     | < 20      |
| Glucosa sérica (mg/dL)                      | < 252    | > 252     |

Cuanto mayor sea el número de factores de riesgo presentes, mayor será la puntuación de SCORTEN y mayor la tasa de mortalidad, como se muestra en el siguiente cuadro. 
| Nº de factores de riesgo | Tasa de mortalidad |
| ------------------------ | ------------------ |
| 0-1                      | 3,2 %              |
| 2                        | 12,1 %             |
| 3                        | 35,3 %             |
| 4                        | 58,3 %             |
| 5 o más                  | > 90 %             |